# Бранко Магарашевић
Бранко Магарашевић (Сремски Карловци, 11. фебруар 1892 — Загреб, 25. јун 1968) био је српски професор, класични филолог и слависта.

## Порекло
Потиче из познате сремске породице Магарашевић. Његов прадеда Јован био је рођени брат Георгија Магарашевића, професора и оснивача Летописа Матице српске. Отац му је био професор и филолог Ђорђе Магарашевић, мајка Љубица (рођ. Лукач).

## Образовање
Основну школу и гимназију завршио је у родном месту (1902-1910). Класичну филологију и славистику студирао је у Загребу (1910-1913) и Лајпцигу (1913-1914). Докторску тезу о свом претку Георгију одбранио је 1931. у Минстеру код професора Карла Мајера.

## Каријера
Почео је као суплент гимназије у Осијеку (1917), затим је предавао у гимназији у Загребу, да би у Новом Саду био директор Мушке реалне гимназије (1934-1941). Одмах по постављању на функцију успео је да добије суседну зграду Платонеума, и да у њој отвори Другу мушку гимназију. Уз подршку општинских и градских институција покренуо је иницијативу за изградњу Ђачког игралишта поред Дунава (1936).
Септембра 1937. изабран је за председника Књижевног одељења Матице српске, али је већ крајем године поднео оставку због идеолошких неслагања са управом. Припадао је групи чланова Матице (Димитрије Кириловић, Крешимир Георгијевић и Младен Лесковац) који су тражили реформе.
Био је председник Обласног одбора Јадранске страже, и заслужан је за оснивање Дечијег дома у Доброти (1939).
За време Другог светског рата радио је у Државном архиву Србије у Београду.
На позив Главног одбора Срба у Хрватској Магарашевић се 1946. преселио у Загреб, како би помогао у организацији рада СКД Просвјета. Постао је сарадник листа Српска ријеч и члан Уредничког колегијума часописа Просвјета. Убрзо је изабран за хонорарног предавача латинског језика на Филозофском и Правном факултету у Загребу. Југославенска академија примила га је у Одбор за народни живот и обичаје Јужних Славена као врсног познаваоца народне књижевности.

## Научни и књижевни рад
Чланке и приказе из културне историје, књижевности и педагогије објављивао је у Гласнику Југословенског професорског друштва, Гласнику Историјског друштва у Новом Саду, Прилозима за књижевност, језик, историју и фолклор, Летопису Матице српске. Приредио је уџбенике за латински језик за више разреде гимназије (Liber latinus I-IV), четири српскохрватске читанке за ниже разреде гимназије са Крешимиром Георгијевићем и Младеном Лесковцем (1938), три читанке за основну школу са Андријом Огњановићем (1939). Објавио је четири збирке народних лирских песама, приповедака, пословица и загонетки (1951-1953), као и одабране песме Јована Јовановића Змаја (1963). Издао је писма Ватрослава Јагића Ђури Шурмину у Грађи за повијест књижевности хрватске (1952).
Био је члан Уређивачког одбора Гласника Историјског друштва у Новом Саду (1934-1941), председник Југословенског професорског друштва за Дунавску бановину и члан Ротари клуба.
Био је ожењен Аном Бургер, Аустријанком из Осијека.